# Thalenessa gracilis
Thalenessa gracilis är en ringmaskart som beskrevs av Fischli 1903. Thalenessa gracilis ingår i släktet Thalenessa och familjen Sigalionidae. Inga underarter finns listade i Catalogue of Life.